# Melanophylla alnifolia
Melanophylla alnifolia är en tvåhjärtbladig växtart som beskrevs av John Gilbert Baker. Melanophylla alnifolia ingår i släktet Melanophylla och familjen Torricelliaceae. Inga underarter finns listade.